# جيم غيفورد
جيم غيفورد (بالإنجليزية: Jim Gifford)‏ هو لاعب كرة قاعدة أمريكي، ولد في 18 أكتوبر 1845 في Warren, New York ‏ في الولايات المتحدة، وتوفي في 19 ديسمبر 1901 في كولومبوس في الولايات المتحدة.